# Donanemab
Donanemab ist ein Arzneistoff zur Behandlung der Alzheimer-Krankheit aus der Klasse der Anti-Amyloid-Antikörper. Er wurde von  Eli Lilly entwickelt und unter dem Namen Kisunla im Jahr 2024 zunächst in den USA als Arzneimittel zugelassen. Donanemab ist nach Aducanumab und Lecanemab der dritte zur Marktreife gebrachte Anti-Amyloid-Antikörper und wird intravenös verabreicht.

## Eigenschaften

Bindungsstrukuren (Epitope) in den Aβ-Formen für Donanemab und zwei weitere Anti-Amyloid-Antikörper zum Vergleich. Oben: Sequenzen (ausschnittsweise; im Einbuchstabencode) von Aβ42 und der verkürzten Isoformen Aβ40, Aβ(3-42) und Aβ(p3-42). Unten links: Die Positionen des Epitops für Aducanumab sind 3-7 im Aβ(3-42), die für Donanemab p3-7 im Aβ(p3-42). Die Epitop-Positionen für Lecanemab liegen nicht näher spezifiziert vermutlich im Bereich der Aminosäuren 1-16 von Aβ40/42 (nach Plotkin et al., 2020). Unten rechts: Aus dem am N-Terminus endständigen Glutamat (E) in Position 3 des verkürzten („trunkierten“) Aβ(3-42) entsteht unter Katalyse der Glutaminyl-Cyclase (QC) durch Ringschluss die modifizierte N3-Pyroglutamat(pE)-Form Aβ(p3-42). Die restlichen Aminosäuren 4 bis 42 des Peptids sind geschlängelt dargestellt.

Donanemab ist ein humanisierter Antikörper vom Typ Immunglobulin-G1κ (IgG1κ) und basiert auf einem murinen mE8c-IgG2a. Als Anti-Amyloid-Antikörper richtet er sich gegen schädliche Ablagerungen (Plaques) von β-Amyloid (Aβ) im Gehirn. Tierversuche zeigten, dass Donanemab – abweichend von anderen Anti-Amyloid-Antikörpern, die überwiegend an lösliche Aggregate des β-Amyloids binden – spezifisch an das Epitop einer unlöslichen Isoform des β-Amyloids, des N3-Pyroglutamat-modifizierten β-Amyloids (Aβ(p3-42), N3pG-Aβ bzw. N3pE-Aβ), bindet. Hierdurch soll dieses gezielt aus den Amyloid-Plaques aus dem Gehirn entfernt werden. Die Beseitigung erfolgt mittels Mikroglia-vermittelter Phagozytose. Aβ(p3-42) gilt als besonders aggregierungsfreudig und bildet große Protofibrillen. Es soll eine Schlüsselrolle bei der Entstehung der Alzheimer-Krankheit spielen, wo es gehäuft auftritt. In einer Studie an Mäusen kam es nicht zu Mikroblutungen.
Donanemab wird in einer Ovarialzelllinie des Chinesischen Zwerghamsters (CHO-Zellen) hergestellt.

## Zulassung
Donanemab wurde von Eli Lilly entwickelt und unter dem Namen Kisunla im Juli 2024 zunächst in den USA als Arzneimittel zugelassen zur Behandlung der Alzheimer-Krankheit bei Patienten mit leichter kognitiver Beeinträchtigung oder einem frühen Demenz-Stadium. In den USA hatte das Arzneimittel von der Food and Drug Administration (FDA) die Einstufungen Breakthrough Therapy, Fast Track und Priority Review erhalten, die eine beschleunigte Bearbeitung des Zulassungsantrags ermöglichen. Es folgten Zulassungen in Japan (September 2024), UK (Oktober 2024) und China (Dezember 2024). Die europäische Arzneimittelagentur (EMA) empfahl im März 2025, das Arzneimittel in der EU nicht zuzulassen. Der Nutzen sei nicht groß genug, um die Risiken von potenziell tödlichen Ereignissen aufgrund von Amyloid-assoziierten Bildgebungsanomalien (ARIA) zu überwiegen, selbst bei der kleinen Gruppe von Menschen, die keine Kopien von Apolipoprotein E ε4 (ApoE4) tragen. Im Juli 2025 erfolgte nach einer erneuten Prüfung doch die Empfehlung zur Zulassung unter der Einschränkung, dass bei den Behandelten kein oder nur ein Allel von Apolipoprotein E ε4 (ApoE4) vorliegt, womit ein geringeres Risiko für das Auftreten von Amyloid-assoziierten Bildgebungsanomalien einhergeht.

## Klinische Angaben

### Anwendungsgebiet
Das zugelassene Anwendungsgebiet ist die Behandlung der Alzheimer-Krankheit bei Patienten mit einer leichten kognitiver Beeinträchtigung oder in einem frühen Demenz-Stadium. Das Präparat wird alle vier Wochen als intravenöse Infusion verabreicht.

### Klinische Prüfung
Wirksamkeit und Sicherheit wurden auf Basis der Daten zweier placebokontrollierter doppelblinder Studien bewertet (TRAILBLAZER-ALZ 2, Phase 3, 1736 Patienten und TRAILBLAZER-ALZ, Phase 2, 272 Patienten).
In die 76-wöchige Studie TRAILBLAZER-ALZ 2 waren Patienten mit früher symptomatischer Alzheimer-Krankheit und Amyloid-Pathologie und Tau-Pathologie eingeschlossen. Sie erhielten randomisiert entweder Donanemab oder Placebo bis zu 72 Wochen lang. In diesem Zeitraum wurde die Behandlung mit Verum auf Placebo umgestellt, sofern die Amyloidspiegel im Gehirn auf einen vordefinierten Wert abgefallen waren. Weder Patienten noch Behandler wussten, welche Behandlung verabreicht wurde, bis die Studie abgeschlossen war. Die Wirksamkeit von Donanemab wurde anhand mehrerer Scores bewertet, wie dem integrated Alzheimer Disease Rating Scale (iADRS) und dem Clinical Dementia Rating Scale (CDR-SB). 
Am Studienende hatte Donanemab das Fortschreiten der Erkrankung, gemessen an Veränderungen der relevanten Scores, verlangsamt. Die mittels Positronen-Emissions-Tomographie (PET) gemessenen β-Amyloid-Ablagerungen waren bei mit Donanemab im Vergleich zu mit Placebo behandelten Patienten deutlich reduziert. In der Population mit niedrigem/mittlerem Tau-Protein erreichten 37,6 % der mit Donanemab behandelten Teilnehmer nach 24 Wochen und 83,1 % nach 76 Wochen eine Amyloid-Freiheit (Placebo: 0,2 % nach 24 Wochen und 0 %  nach 76 Wochen).
Es wurde eine Verringerung des Hirnvolumens beobachtet, die auch von der Behandlung mit anderen Anti-Amyloid-Antikörpern bekannt ist. Die Bedeutung ist unklar.

### Unerwünschte Wirkungen und Anwendungsbeschränkungen
Die häufigsten beobachteten Nebenwirkungen von Donanemab waren Amyloid-assoziierte Bildgebungsanomalien (ARIA) und Kopfschmerzen. Patienten, die das ApoE-ε4-Gen homozygot tragen (ca. 15 % der Alzheimerpatienten), haben ein höheres Risiko für ARIA im Vergleich zu heterozygoten Trägern und Nicht-Trägern. ARIA verlaufen in der Regel symptomlos, jedoch können in seltenen Fällen schwerwiegende und lebensbedrohliche Ereignisse auftreten. Vor Beginn der Behandlung sollte eine Untersuchung auf den ApoE-ε4-Status durchgeführt werden, um das Risiko zu ermitteln. Gemäß der UK-Zulassung ist Donanemab bei homozygoten ApoE-ε4-Genträgern nicht angezeigt.
Als weitere unerwünschte Wirkungen können infusionsbedingten Reaktionen mit grippeähnlichen Symptomen sowie Übelkeit, Erbrechen und Blutdruckveränderungen sowie Überempfindlichkeitsreaktionen, einschließlich Anaphylaxie und Angioödem, auftreten.

## Therapeutische Bedeutung
Unmittelbar nach der US-Zulassung bewertete die deutsche Alzheimer Forschung Initiative e.V. in einer Pressemitteilung Donanemab für Alzheimer-Patienten als keinen großen Durchbruch. „Auch Donanemab wird die Alzheimer-Krankheit nicht heilen können. Studien haben eine Verlangsamung des geistigen Abbaus durch Donanemab um 35 Prozent nachgewiesen. Dabei geht es um eine Verzögerung von vier bis sieben Monaten. […] Das ist sicher nicht das, was sich Betroffene und Angehörige von einem neuen Medikament erhoffen.“
In einer 2024 publizierten Metaanalyse kamen die Autoren zum Ergebnis, dass Anti-Amyloid-Antikörper zwar geringfügige Verbesserungen bei einzelnen der untersuchten Scores erreichten, jedoch keine einen „minimalen klinisch bedeutsamen Unterschied“ (minimal clinically important difference, MCID) überstieg; dies gelte auch für die Antikörper Lecanemab, Aducanumab und Donanemab. Die Behandlung mit solchen Wirkstoffen gehe zudem mit erheblichen Risiken für ARIA-assoziierte Hirnödeme und -blutungen (ARIA-E, ARIA-H) einher.
In Großbritannien entschied das National Institute for Health and Care Excellence (NICE) im Oktober 2024, aufgrund zu vieler Unsicherheiten zum Kosten-Nutzen-Verhältnis Donanemab nicht für die Nutzung im National Health Service (NHS) zu empfohlen. Momentan gehe man davon aus, dass die Kosten in keinem Verhältnis zum begrenzten Nutzen von Donanemab stünden und es sei nicht bekannt, wie lange ein positiver Behandlungseffekt anhält.